# ويليام جاك (لغوي)
ويليام جاك (بالفرنسية: Guillaume Jacques)‏ هو لغوي فرنسي، ولد في 1979.

## وصلات خارجية
- الموقع الرسمي